# Vacheresse
Vacheresse är en kommun i departementet Haute-Savoie i regionen Auvergne-Rhône-Alpes i sydöstra Frankrike. Kommunen ligger i kantonen Abondance som tillhör arrondissementet Thonon-les-Bains. År 2022 hade Vacheresse 912 invånare.

## Befolkningsutveckling
Antalet invånare i kommunen Vacheresse
| Referens: INSEE |